# Dolichiscus gaussianus
Dolichiscus gaussianus is een pissebed uit de familie Austrarcturellidae. De wetenschappelijke naam van de soort is voor het eerst geldig gepubliceerd in 1914 door Vanhöffen.